# Песчанка (Белохолуницкий район)
Песчанка — посёлок в Белохолуницком районе Кировской области. Входит в Климковское сельское поселение (Кировская область).

## География
Находится на расстоянии примерно 14 километров по прямой на северо-восток от районного центра города Белая Холуница.

## История
Поселок основан в 1954, название по местной речке. Здесь проживали рабочие Исаевского лесопункта Белохолуницкого леспромхоза. Были построен магазин, столовая, школа, клуб. Держал леспромхоз и свиноферму. В 1964 году проживало 239 человек в 62 дворах.

## Население
Постоянное население  составляло 86 человек (русские 92%) в 2002 году, 51 в 2010.